# Carl Christopher Wagner
Carl Christopher Wagner var en svensk skulptör, verksam i början av 1800-talet.
Enligt ett utlåtande från hovintendenten Fredrik Samuel Silverstolpe var Wagner elev till skulptören Carl Robert Fahlcrantz. Han medverkade i Konstakademiens utställning 1816 med en Modell till ett Jupiters tempel, fordom ämnat att uppföras på Drottningholm och han återkom till akademins utställning 1818 med en Modell till ett tempel av konstnärens egen komposition.